# Joseph Cornelius O'Rourke
Grof Joseph Cornelius O'Rourke (rusko Иосиф Корнилович Орурк), ruski general irskega rodu, * 1772, † 1849.
Bil je eden izmed pomembnejših generalov, ki so se borili med Napoleonovo invazijo na Rusijo; posledično je bil njegov portret dodan v Vojaško galerijo Zimskega dvorca.

## Življenje
Leta 1691, po porazu jakobincev s strani williamcov, je družina O'Rourke pobegnila iz Irske. Večina družina se je preselila v Francijo, manjši del pa v Estonijo, ki je takrat spadala pod Ruski imperij. 
Joseph se je rodil v Dorpatu in je bil takoj vpisal v rusko dvorno gardo. Prvič je bil v boju med italijansko-švicarsko kampanjo (1799-1800), nato pa se je boril še v kampanji leta 1805. 
Pozneje je sam ustanovil zasebni polk, s katerim je odšel v Srbijo, da bi se boril proti Turkom. Najbolje je poznan po odločilni bitki pri Varvarinu.
Boril se je tudi med patriotsko vojno in poznejšimi kampanjami v Nemčiji.